# Экипаж

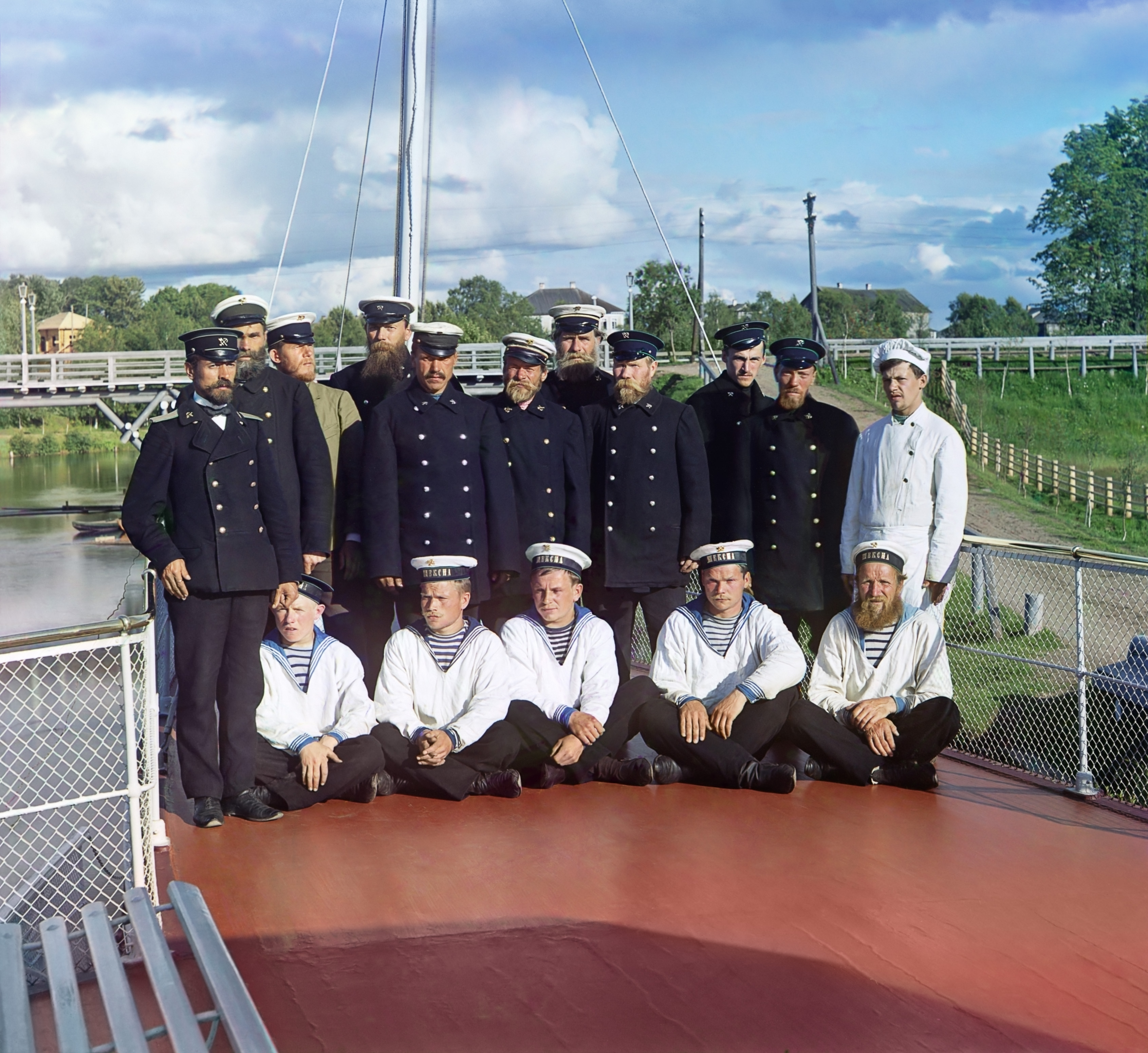
Команда парохода «Шексна», 1909 год

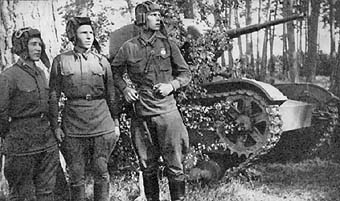
Экипаж танка Т-26

Размещение экипажа в самоходно-артиллерийской установке ИСУ-152: 1. Механик-водитель, 2. Командир, 3. Наводчик, 4. Замковый, 5. Заряжающий

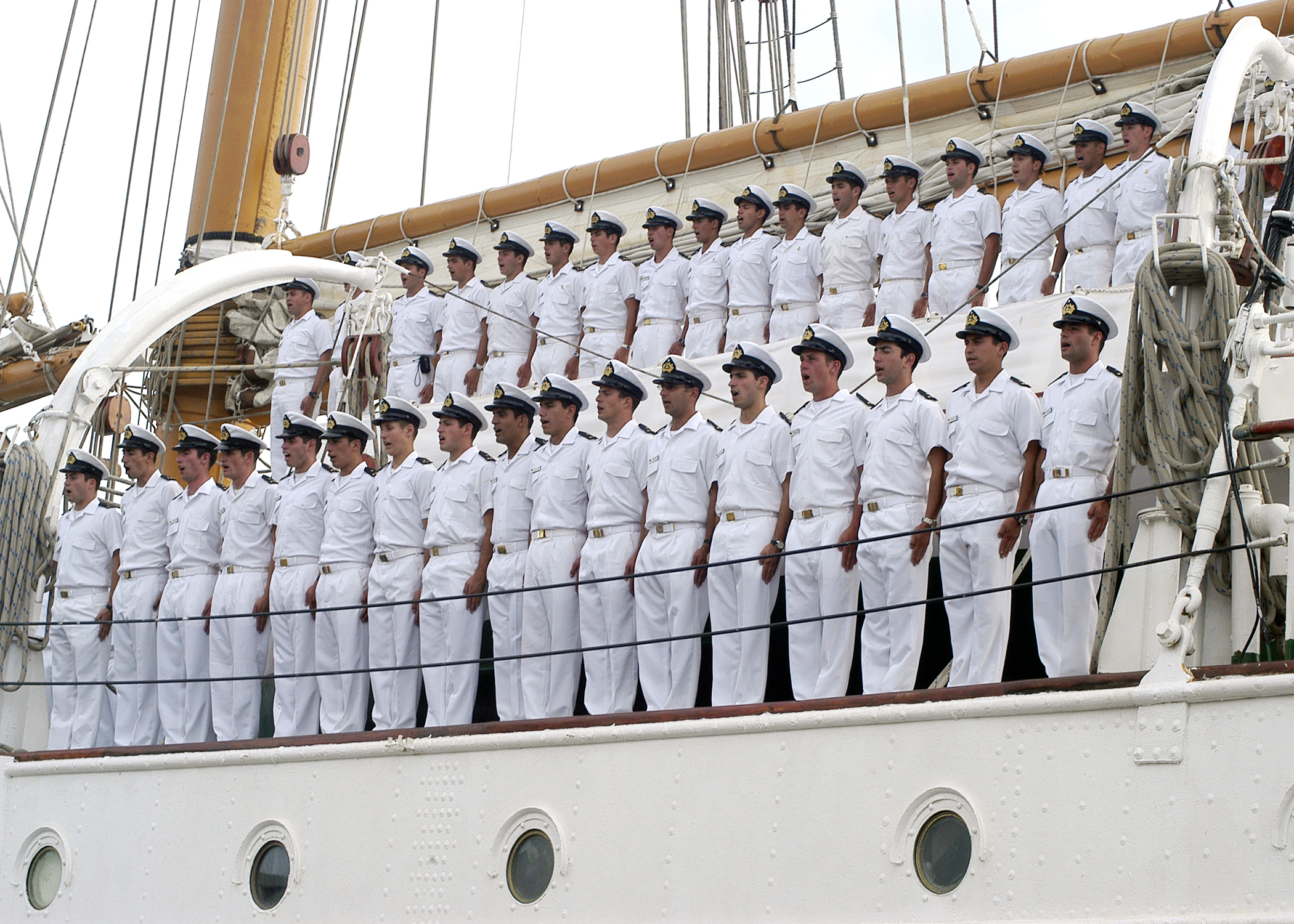
Судовой экипаж «Эсмеральды»

Экипа́ж (фр. équipage — «снаряжение, команда корабля», от équiper — «снаряжать (судно)», от др.-сканд. skipa — «снаряжать корабль и набирать команду», от др.-сканд. skiр — «корабль») — группа людей (иногда одно лицо), объединённых в упорядоченную иерархическую структуру с целью выполнения совместной работы или совместного задания на движущемся средстве.
Слово «экипаж» происходит из практики мореплавания, где на парусниках люди, выполнявшие различные функции, объединялись в экипаж для совместного управления кораблём. Ранее в общефлотском смысле экипаж — это все чины судна: капитан, штурманы, матросы, машинисты, кочегары, прислуга. Экипаж маломерного судна может состоять из одного лица, осуществляющего управление судном.

## Судовой (корабельный) экипаж
Экипаж корабля (судна) или команда корабля (судна), матросы с офицерами или чинами купеческого судна. Ранее во флоте экипаж: отдельная команда в 1 000 человек личного состава, как полное число матросов для стопушечного (трёхдечного) корабля. Основанием каждого экипажа служила судовая команда судна I ранга, от 900 до 1 100 нижних чинов. Матросы делились на экипажи, а солдаты на полки.
Судовой экипаж составляют: начальник корабля — капитан, его помощники, младшие командиры и исполнители — матросы. В настоящее время в состав морского экипажа входят люди многих специальностей: навигаторы, мотористы, радисты, кок, судовой врач и так далее. Каждый отдельный человек в экипаже называется «член экипажа» (при разговоре о древних временах обычно имеются в виду только лично свободные, то есть галерные рабы к экипажу не причислялись). Иногда в качестве синонима слову экипаж некоторыми употребляют слово «команда», в этом случае также говорят о «члене команды». В современном российском флоте слово «экипаж» применяется как по отношению к экипажам военных кораблей (во главе с командиром корабля), так и к персоналу торговых и других гражданских судов (во главе с капитаном или шкипером). До 1918 года в экипаже военного корабля под командой судовой (судовой командой) понималась совокупность нижних чинов, в отличие от офицеров.

## Применение термина в различных областях
С появлением летательных аппаратов слово «экипаж» стало также применяться в воздухоплавании, авиации и космонавтике.
В вооружённых силах экипажем называют формирование постоянного состава (группу военнослужащих, подразделение), выполняющую задачи по управлению, обслуживанию и боевому использованию боевой машины (танка, САУ, самолёта и так далее).
В настоящее время слово «экипаж» используется в спорте для команд спортивных судов, моторных, гребных или парусных, а также иных гоночных транспортных средств: автомобилей, саней и так далее.
В других областях деятельности экипажем называют группу людей, совместно передвигающихся и выполняющих определённую работу на транспортном средстве: экипаж патрульной машины, экипаж машины скорой помощи и тому подобное.
Говорят: экипаж корабля, экипаж подводной лодки, экипаж самолёта, экипаж танка, экипаж космического корабля.